# Truskava
Truskava (ryska: Трускава) är en ort i Litauen. Den ligger i den centrala delen av landet, 110 km nordväst om huvudstaden Vilnius. Truskava ligger 57 meter över havet och antalet invånare är 137.
Terrängen runt Truskava är mycket platt. Runt Truskava är det ganska glesbefolkat, med 42 invånare per kvadratkilometer. Närmaste större samhälle är Ramygala, 9,9 km norr om Truskava. Omgivningarna runt Truskava är en mosaik av jordbruksmark och naturlig växtlighet.